# Prachtsalmler
Die Prachtsalmler (Crenuchinae) sind eine im Amazonasgebiet und dem Rio Negro vorkommende Unterfamilie der Pracht- und Bodensalmler (Crenuchidae). Sie besteht aus zwei Gattungen, der Gattung Crenuchus und der Gattung Poecilicharax.
Abweichend vom typischen Erscheinungsbild der Salmler ist die Körperform eher kärpflingsartig gedrungen und mäßig gestreckt. Ein kurzer Magen-Darm-Trakt und eine tiefe Maulspalte deuten eine räuberische Lebensweise an. Hauptnahrungsquelle sind wahrscheinlich Wirbellose und Fischbrut. Prachtsalmler erreichen eine Gesamtlänge von etwa sechs Zentimetern.
Charakteristisches Merkmal dieser Gruppe ist ein Organ mit derzeit unbekannter Funktion auf der Oberseite des Kopfes.

## Systematik
Es gibt zwei Gattungen mit drei Arten:
- Prachtsalmler (Crenuchinae) 
  - Gattung Crenuchus
    - Fleckenschwanzsalmler (Crenuchus spilurus) Günther, 1863

  - Gattung Poecilocharax
    - Poecilocharax bovaliorum Eigenmann, 1909
    - Grünpunkt-Raubsalmler (Poecilocharax weitzmani) Géry, 1965